# 檜山町
檜山町（ひやままち）は、秋田県山本郡にあった町。現在の能代市南部、羽州街道（現在の秋田県道4号能代五城目線）沿線にあたる。
所属する山本郡はかつて檜山郡を称した。

## 地理
- 山：幟山

## 歴史
- 1889年（明治22年）4月1日 - 町村制の施行により、山本郡檜山町・枝郷大森村・中沢村・母体村・田床内村の区域を以て檜山町が発足。
- 1955年（昭和30年）4月1日 - 能代市に編入。同日檜山町廃止。

## 交通

### 道路
- 羽州街道（現・秋田県道4号能代五城目線）

## 旧跡・施設など
- 檜山追分旧羽州街道松並木
- 檜山安東氏城館跡
- 浄明寺